# Neolucanus donckieri
Neolucanus donckieri là một loài bọ cánh cứng trong họ Lucanidae. Loài này được donckieri Didier mô tả khoa học năm 1926.